# Izvoarele (Teleorman)
Izvoarele is een Roemeense gemeente in het district Teleorman.
Izvoarele telt 2882 inwoners.